# Synodontis obesus
Synodontis obesus es una especie de peces de la familia Mochokidae en el orden de los Siluriformes.

## Morfología
Los machos pueden llegar alcanzar los 37,5 cm de longitud total.

## Hábitat
Es un pez de agua dulce.

## Distribución geográfica
Se encuentran en África: ríos costeros del golfo de Guinea desde Ghana hasta Gabón. También está presente en el río Cross en Nigeria.